# Paul Weyrich
Paul Michael Weyrich (Racine, 7 ottobre 1942 – Fairfax, 18 dicembre 2008) è stato un attivista e politico statunitense, religioso, conservatore e commentatore associato alla Nuova Destra.
Ha co-fondato la Heritage Foundation, la Free Congress Foundation, l'American Legislative Exchange Council (ALEC) e ha coniato il termine "maggioranza morale", il nome del gruppo di azione politica Moral Majority co-fondato nel 1979 con Jerry Falwell.

## Biografia
Weyrich è nato a Racine, Wisconsin, da Virginia M. (nata Wickstrom) e Ignatius A. Weyrich. Suo padre era un immigrato tedesco. Weyrich si diplomò alla St. Catherine's High School nel 1960 e frequentò l'Università del Wisconsin-Racine per due anni.

## Carriera

### Giornalismo
Fu attivo nei giovani repubblicani della contea di Racine dal 1961 al 1963 e nella campagna presidenziale di Barry Goldwater del 1964. Ha trascorso gli inizi della sua carriera nel giornalismo come reporter politico per il quotidiano Milwaukee Sentinel, come reporter politico e conduttore del fine settimana per WISN-TV (Milwaukee), e in radio come reporter per WAXO-FM (Kenosha), WLIP-AM, e come direttore delle notizie di KQXI (Denver).
Dopo il Concilio Vaticano II, Weyrich passò dalla Chiesa latina della Chiesa cattolica romana alla Chiesa greco-cattolica melchita e fu ordinato diacono.

### Attivismo politico (1973-2008)
Nel 1966, divenne addetto stampa del senatore repubblicano americano Gordon L. Allott del Colorado. Mentre svolgeva questo incarico, incontrò Jack Wilson, un aiutante di Joseph Coors, patriarca della famiglia di birrai Coors. Frustrati dallo stato della ricerca sulle politiche pubbliche, fondarono Analysis and Research Inc nel 1971, ma l'organizzazione non riuscì a guadagnare terreno. 

### Heritage Foundation
Nel 1973, convincendo Joseph Coors a sostenerla finanziariamente, Weyrich e Edwin Feulner fondarono la Heritage Foundation come think tank per contrastare le opinioni liberali sulla tassazione e sulla regolamentazione, che consideravano anti-business. Sebbene all'inizio l'organizzazione avesse solo un'influenza minima, è cresciuta fino a diventare uno dei più grandi istituti di ricerca sulle politiche pubbliche del mondo ed è stata estremamente influente nel portare avanti le politiche conservatrici. L'anno successivo, sempre con il sostegno di Coors, Weyrich fondò il Comitato per la sopravvivenza di un libero congresso (CSFC).
Il CSFC "divenne attivo nella politica dell'Europa orientale dopo la Guerra Fredda. Un ruolo di rilievo in questo sforzo fu il braccio destro di Weyrich, Laszlo Pasztor, un ex leader del partito filo-nazista delle Croci Frecciate in Ungheria, che aveva collaborato con il Terzo Reich di Hitler. Dopo aver scontato due anni di prigione per le sue attività con le Croci Frecciate, Pasztor riuscì a trasferirsi negli Stati Uniti, dove fu determinante nella creazione del braccio di sensibilizzazione etnica del Comitato nazionale repubblicano.
Sotto Weyrich, il CSFC si è rivelato altamente innovativo. È stata tra le prime organizzazioni di base a raccogliere fondi in modo estensivo attraverso campagne di direct mailing. È stata anche una delle prime organizzazioni a sfruttare le chiese cristiane evangeliche come luoghi in cui reclutare e coltivare attivisti e sostegno alle cause sociali conservatrici. Nel 1977, Weyrich ha co-fondato Christian Voice con Robert Grant. Due anni dopo, con Jerry Falwell, fondò la Moral Majority (1979-1989).
Nel corso dei due decenni successivi, Weyrich fondò, co-fondò o ricoprì ruoli di rilievo in una serie di altre importanti organizzazioni conservatrici. Tra questi, fu fondatore dell'American Legislative Exchange Council, un'organizzazione di legislatori statali; fu co-fondatore del Council for National Policy, un'organizzazione di formulazione di strategie per conservatori sociali; co-editore della rivista Conservative Digest; presidente nazionale di Coalitions for America, un'associazione di organizzazioni di attivisti conservatori. Rimase attiva anche la CSFC, riorganizzata nella Free Congress Foundation. 
Sotto gli auspici della FCF, fondò la stazione televisiva satellitare con sede a Washington National Empowerment Television (NET), successivamente rilanciata come canale a scopo di lucro "America's Voice" nel 1997. Nello stesso anno, Weyrich fu costretto a lasciare la rete che aveva fondato quando il capo della rete convinse il consiglio di amministrazione ad allontanare Weyrich con un'acquisizione ostile. Chip Berlet della Political Research Associates afferma che questo è stato "apparentemente per il suo comportamento controverso nell'attaccare i pragmatici del GOP". Dal 1989 al 1996 è stato anche presidente del Krieble Institute, un'unità della FCF che formava attivisti per sostenere i movimenti democratici e creare piccole imprese in Europa orientale ed ex Unione Sovietica.
Nel 1997, la Heritage Foundation e la Free Congress Foundation erano due dei cinque think tank conservatori più grandi e meglio finanziati.
Prima di morire, sostenne che i conservatori "dovrebbero lottare per tornare alle strutture familiari degli anni '50", un obiettivo che è stato ripreso dai leader dopo di lui.

### Lesioni spinali, disabilità e morte
A Weyrich fu diagnosticata una lesione spinale nota come aracnoidite, derivante da una caduta nel 1996 sul ghiaccio nero. Dal 2001 fino alla sua morte nel 2008, il suo infortunio lo ha lasciato su una sedia a rotelle e soffriva di dolori cronici. Le complicazioni di quella caduta hanno richiesto un'amputazione bilaterale delle gambe sotto il ginocchio nel luglio 2005 .
Weyrich morì il 18 dicembre 2008, all'età di 66 anni, all'Inova Fair Oaks Hospital di Fairfax, in Virginia. Era in ospedale per esami di routine e la causa della morte non è stata rilasciata. Oltre alla lesione spinale e alle amputazioni, Weyrich soffriva di diabete di tipo 2. Fu sepolto nel Fairfax Memorial Park, Fairfax, Virginia, il 22 dicembre 2008.

## Vita privata
Weyrich e sua moglie, Joyce Anne (nata Smigun), che risiedeva con lui ad Annandale, in Virginia, avevano cinque figli e tredici nipoti.